# Yin Qiao
Dans ce nom chinois, le nom de famille, Yin, précède le nom personnel.
Yin Qiao (née le 2 juillet 1985 à Liaoyang) est une biathlète chinoise.

## Carrière
Ayant commencé sa carrière internationale en 2003, elle obtient deux podiums de Coupe du monde durant la saison 2006-2007 dans des relais. 

## Palmarès

### Jeux olympiques
Elle compte une participation aux Jeux olympiques, en 2006 à Turin, terminant 31e à l'individuelle et 9e au relais.

### Coupe du monde
- Meilleur classement général final : 37e en 2007.
- Meilleur résultat individuel : 8e place.
- 2 podiums en relais au total.